# Слободка-Кузьминская
Слободка-Кузьминская (укр. Слобідка-Кузьминська) — село в Городокском районе Хмельницкой области Украины.
Население по переписи 2001 года составляло 164 человека. Почтовый индекс — 32027. Телефонный код — 3251. Занимает площадь 0,782 км².

## Местный совет
32022, Хмельницкая обл., Городокский р-н, с. Остапковцы